# Empalme de ARN
El empalme de ARN, ayuste de ARN o splicing de ARN (del inglés RNA splicing, en donde splice significa en inglés empalmar o unir; «ayuste» es un término marinero que se refiere al empalme de dos cabos o piezas de madera) es un proceso co-transcripcional de maduración del ARN del cual eliminan ciertos fragmentos secuenciales. Este proceso es muy común en eucariotas, pudiéndose dar en cualquier tipo de ARN aunque es más común en el ARN mensajero (ARNm). También se ha descrito en los ARNr y ARNt de procariotas y bacteriófagos. Normalmente consiste en eliminar los intrones (regiones no codificantes) del transcrito primario y posteriormente unir los exones (regiones codificantes); aunque existen otros tipos de ajuste donde se eliminan intrones y/o retienen exones (véase empalme alternativo).
En el caso de los genes con codificación nuclear, el empalme tiene lugar dentro del núcleo durante o inmediatamente después de la transcripción. Para aquellos genes eucariotas que contienen intrones, generalmente se requiere el ayuste para crear una molécula de ARNm que pueda traducirse en proteína. Para muchos intrones eucariotas, el empalme se lleva a cabo en una serie de reacciones que son catalizadas por el espliceosoma.

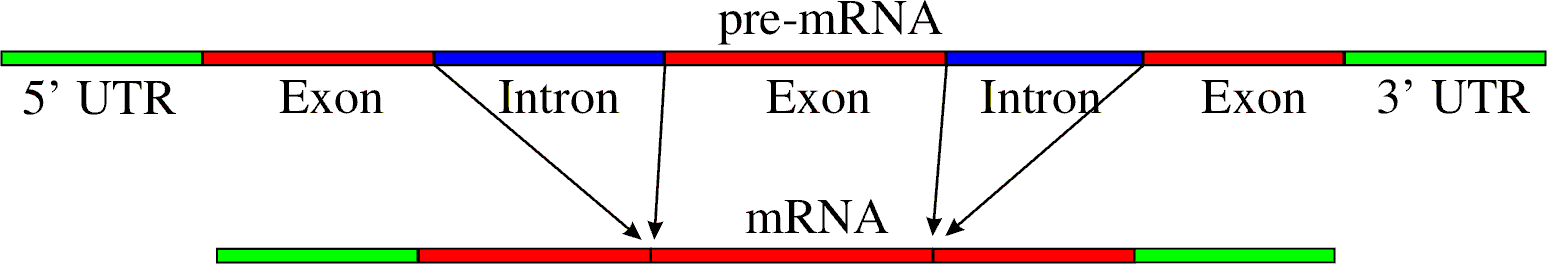
Ilustración del proceso de empalme desde pre-ARN a ARN.

## Rutas de empalme
En la naturaleza existen diversos métodos de empalme del ARN; el mecanismo de ajuste depende de la estructura del intrón empalmado y de los catalizadores necesarios para que se produzca el empalme.

### Complejo espliceosomal

#### Espliceosoma
El espliceosoma es un complejo formado por cinco ribonucleoproteínas nucleares pequeñas o snRNP (complejo formado por unas diez proteínas mas una pequeña molécula de ARN). El ARN de los snRNP es el encargado de reconocer el intrón.
Se han identificado dos tipos de espliceosomas, el mayor y el menor[cita requerida], cada uno de los cuales contiene diferentes tipos de snRNP.  

#### Intrones
La palabra intrón se deriva de los términos «región intragénica» e «intracistrón», es decir, un segmento de ADN que se encuentra entre dos exones de un gen. El vocablo «intrón» se refiere tanto a la secuencia de ADN dentro de un gen como a la secuencia correspondiente en la transcripción de ARN sin procesar. Como parte de la vía de procesamiento del ARN, los intrones se eliminan mediante el empalme del ARN poco después o al mismo tiempo que la transcripción. Los intrones se encuentran en los genes de la mayoría de los organismos y muchos virus. Pueden ubicarse en una amplia gama de genes, incluidos los que generan proteínas, ARN ribosómico (ARNr) y ARN de transferencia (ARNt).
Dentro de los intrones, se requieren un sitio donante (extremo 5' del intrón), un sitio de ramificación (cerca del extremo 3' del intrón) y un sitio aceptor (extremo 3' del intrón) para el empalme. El sitio donante de empalme incluye una secuencia GU casi invariable en el extremo 5' del intrón, dentro de una región más grande y menos conservada. El sitio aceptor de corte y empalme en el extremo 3' del intrón termina con una secuencia AG casi invariable. Ascendente (dirección 5') de la AG hay una región rica en pirimidinas (C y U), o tramo de polipirimidina. Más arriba del tramo de polipirimidina se encuentra el punto de ramificación, que incluye un nucleótido de adenina involucrado en la formación del enlace. La secuencia de consenso para un intrón (en la notación de ácido nucleico IUPAC) es: G-G- [corte] -G-U-R-A-G-U (sitio donante) ... secuencia del intrón ... C-U-R-A-Y (secuencia de ramificación 20-50 nucleótidos cadena arriba del sitio aceptor) ... Y-rico-NCAG- [corte] -G (sitio aceptor). Sin embargo, se observa que la secuencia específica de elementos de empalme intrónicos y el número de nucleótidos entre el punto de ramificación y el sitio aceptor 3' más cercano afectan la selección del sitio de empalme. Además, las mutaciones puntuales en el ADN subyacente o los errores durante la transcripción pueden activar un sitio de empalme críptico en parte de la transcripción que generalmente no se empalma. Esto da como resultado un ARN mensajero maduro con una sección faltante de un exón. De esta manera, una mutación puntual, que de otro modo podría afectar solo a un aminoácido, puede manifestarse como una deleción o truncamiento en la proteína final.

#### Formación y actividad
El ensamblaje y la actividad del espliceosoma se producen durante la transcripción del pre-ARNm. Los componentes de ARN de los snRNP interactúan con el intrón y participan en la catálisis. Se han identificado dos tipos de espliceosomas (mayor y menor) que contienen diferentes snRNP.

##### Espliceosoma mayor
Está formado por los snRNP U1, U2, U4, U5 y U6. Reconoce la secuencia consenso GU (Guanina-Uracilo) del extremo 5’ del intrón así como la secuencia consenso AG del extremo 3’. El 99 % de los intrones lo hacen a través de este mecanismo.
- Complejo E: U1 se une a la secuencia consenso GU del extremo 5’ del sitio de corte del intrón, junto con las proteínas accesorias ASF/SF2, U2AF, SF1/BBP.
- Complejo A: U2 se une al sitio de ramificación e hidroliza ATP. El sitio de ramificación se sitúa a una distancia de 20-40 nucleótidos del extremo 3’ del intrón y en él se localiza la secuencia consenso CURAY.
- Complejo B1: U5, U4 y U6 trimerizan, y U5 se une al exón 5’ y U6 a U2.
- Complejo B2 – U1 es liberado, U5 pasa del exón al intrón y U6 se une al extremo 5’ del sitio de corte.
- Complejo C1: U4 es liberado, U5 se une al sitio de empalme del extremo 3’ del exón, U6 y U2 catalizan la reacción de transesterificación y el extremo 5’ del intrón es cortado; como resultado se forma una estructura en lazo característica denominada lariat.
- Complejo C2: el extremo 3’ del intrón es cortado lo que provoca la liberación del lazo de ARN. A continuación los exones son ligados, lo que conlleva gasto de ATP. Por último, el complejo se disocia.

##### Espliceosoma menor
Es similar al Espliceosoma mayor aunque los intrones eliminados mediante este mecanismo son escasos, y además presentan diferencias en los sitios de corte y empalme. También se diferencian en las secuencias consenso reconocidas, que en este caso son AU y AC para los extremos 3’ y 5’, respectivamente. Además, salvo la partícula snRNP U5, el resto son análogos funcionales denominadas U11 (análogo funcional de la U1), U12 (U2), U4atac (U4) y U6atac(U6).

#### Empalme recursivo
En la mayoría de los casos, el empalme elimina los intrones como unidades individuales de las transcripciones del ARNm precursor. Sin embargo, en algunos casos, especialmente en ARNm con intrones muy largos, el ayuste ocurre en pasos, con parte de un intrón eliminado y luego el intrón restante se empalma en un paso siguiente. Esto se ha encontrado primero en el gen Ultrabithorax (Ubx) de la mosca de la fruta, Drosophila melanogaster, y algunos otros genes de Drosophila, pero también se han informado casos en humanos.

#### Trans-empalme
El trans-empalme es una forma de empalme que elimina intrones u outrones y une dos exones que no están dentro de la misma transcripción de ARN.

### Autoempalme
Existen dos tipos de intrones que actúan como ribozimas, los intrones del grupo I y los del grupo II. La similitud en el mecanismo de corte y empalme de estos intrones y el espliceosoma sugiere que probablemente evolucionaron juntos aunque también se ha propuesto que el autoempalme surgió durante el mundo de ARN.

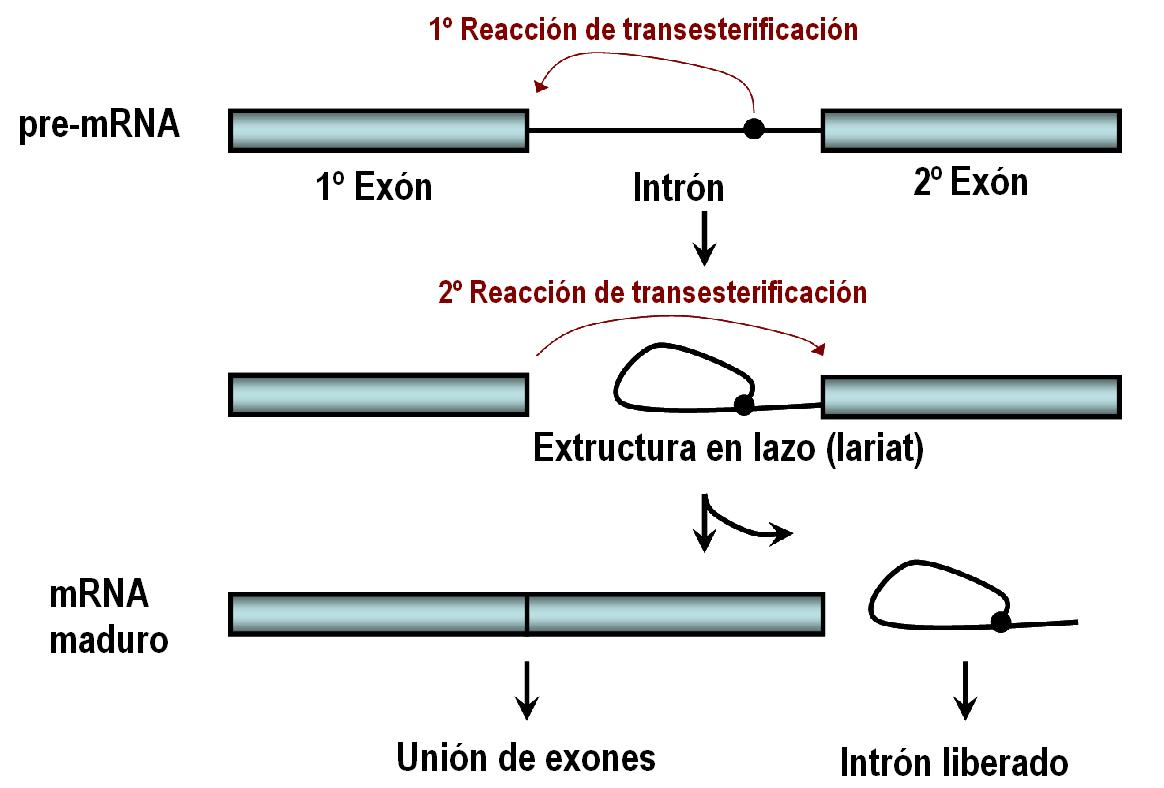
Ilustración del mecanismo bioquímico del autoayuste.

### Intrones del grupo I
- El grupo OH 3’ de un nucleósido libre de guanina o del propio intrón o un cofactor (GMP, GDP o GTP) ataca al fosfato del sitio de corte 5’. Lo que da lugar al corte del intrón por su extremo 5’ y a la formación del lariat (estructura en lazo).
- El grupo OH 3’ del exón lleva a cabo un ataque nucleofílico contra el extremo 3’ del intrón, lo que origina su corte y la liberación de la estructura en lazo.
- Los exones son unidos.

### Intrones del grupo II
- El grupo OH 2’ de una adenosina específica del intrón ataca el sitio de corte 5’, originando la estructura en lazo (lariat).
- El grupo OH 3’ del exón lleva a cabo un ataque nucleofílico contra el extremo 3’ del intrón, lo que origina su corte y la liberación de la estructura en lazo.
- Los exones son unidos.

## Empalme de ARNt
Es un mecanismo de corte y empalme poco usual que se observa en ARNt. El mecanismo involucra diferentes rutas bioquímicas diferentes al espliceosomal y el autosplicing.
El empalme de ARNt (también similar al ARNt) es otra forma rara de ayuste que generalmente ocurre en ARNt. La reacción de empalme implica una bioquímica diferente a la de las vías espliceosomal y autoempalme.
En la levadura Saccharomyces cerevisiae, un heterotetrámero de endonucleasa de empalme de ARNt de levadura, compuesto de TSEN54, TSEN2, TSEN34 y TSEN15, escinde el pre-ARNt en dos sitios del bucle aceptor para formar un ARNt medio 5', que termina en un 2' 3'-grupo fosfodiéster cíclico y una mitad de ARNt 3', que terminan en un grupo 5'-hidroxilo, junto con un intrón descartado. A continuación, la quinasa de ARNt de levadura fosforila el grupo 5'-hidroxilo usando trifosfato de adenosina. La fosfodiesterasa cíclica del ARNt de levadura escinde el grupo fosfodiéster cíclico para formar un extremo 3' fosforilado en 2'. La ligasa de ARNt de levadura agrega un grupo de monofosfato de adenosina al extremo 5' de la mitad 3' y une las dos mitades. La 2'-fosfotransferasa dependiente de NAD luego elimina el grupo 2'-fosfato.

## Evolución
El empalme ocurre en todos los reinos o dominios de la vida, sin embargo, la extensión y los tipos pueden ser muy diferentes entre las divisiones principales. Los eucariotas empalman muchos ARN mensajeros que codifican proteínas y algunos ARN no codificantes. Los procariotas, por otro lado, se empalman en raras ocasiones y en su mayoría ARN no codificantes. Otra diferencia importante entre estos dos grupos de organismos es que los procariotas carecen por completo de la vía espliceosomal.
Debido a que los intrones espliceosomales no se conservan en todas las especies, existe un debate sobre cuándo evolucionó el empalme espliceosómico. Se han propuesto dos modelos: el intrón tardío y el intrón temprano. 
|               | Eucariotas | Procariotas |
| ------------- | ---------- | ----------- |
| Espliceosomal | +          | -           |
| Autoayuste    | +          | +           |
| ARNt          | +          | +           |

## Mecanismo bioquímico
El splicing espliceosomal y el autoempalme implican un proceso bioquímico de dos pasos. Ambos pasos involucran reacciones de transesterificación que ocurren entre nucleótidos de ARN. El empalme de ARNt, sin embargo, es una excepción y no ocurre por transesterificación.
El splicing spliceosomal y el autoempalme se producen mediante dos reacciones de transesterificación secuenciales. Primero, el 2'OH de un nucleótido de punto de ramificación específico dentro del intrón, definido durante el ensamblaje del espliceosoma, realiza un ataque nucleofílico en el primer nucleótido del intrón en el sitio de empalme 5', formando el enlace intermediario. En segundo lugar, el 3'OH del exón 5' liberado realiza entonces un ataque electrofílico en el primer nucleótido que sigue al último nucleótido del intrón en el sitio de empalme 3', uniendo así los exones y liberando el intrón enlazado.

## Empalme alternativo
En muchos casos, el proceso de ayuste puede crear una variedad de proteínas únicas variando la composición del exón del mismo ARNm. Este fenómeno se denomina empalme alternativo y puede ocurrir de muchas formas; los exones se pueden extender u omitir, o se pueden retener intrones. Se estima que el 95 % de las transcripciones de genes multiexon se someten a un ayuste alternativo, algunos casos de los cuales ocurren de una manera específica de tejido y/o en condiciones celulares específicas. El desarrollo de tecnología de secuenciación de ARNm de alto rendimiento puede ayudar a cuantificar los niveles de expresión de isoformas empalmadas alternativamente. Los niveles de expresión diferencial entre tejidos y linajes celulares permitieron desarrollar enfoques computacionales para predecir las funciones de estas isoformas. Dada esta complejidad, el empalme alternativo de las transcripciones de pre-ARNm está regulado por un sistema de proteínas que actúan en trans (activadores y represores) que se unen a sitios de acción cis o «elementos» (potenciadores y silenciadores) en la propia transcripción de pre-ARNm. Estas proteínas y sus respectivos enlaces promueven o reducen el uso de un sitio de ayuste particular. La especificidad de unión proviene de la secuencia y estructura de los elementos cis, p. En el VIH-1 hay muchos sitios de empalme donantes y aceptores. Entre los diversos sitios de empalme, ssA7, que es el sitio aceptor 3', se pliega en tres estructuras de bucle de tallo, es decir, silenciador de empalme intrónico (EEI), potenciador de empalme exónico (ESE) y silenciador de empalme exónico (ESSE3). La estructura de la solución del silenciador de empalme intrónico y su interacción con la proteína huésped hnRNPA1 dan una idea del reconocimiento específico. Sin embargo, para aumentar la complejidad del ayuste alternativo, se observa que los efectos de los factores reguladores muchas veces dependen de la posición. Por ejemplo, un factor de empalme que sirve como activador de ayuste cuando se une a un elemento potenciador intrónico puede servir como represor cuando se une a su elemento de empalme en el contexto de un exón, y viceversa. Además de los efectos dependientes de la posición de los elementos potenciadores y silenciadores, la ubicación del punto de ramificación (es decir, la distancia aguas arriba del sitio aceptor 3 'más cercano) también afecta el empalme. La estructura secundaria de la transcripción de pre-ARNm también juega un papel en la regulación del empalme, como al reunir elementos de empalme o enmascarar una secuencia que de otro modo serviría como elemento de unión para un factor de empalme.

## Respuesta de empalme al daño del ADN
El daño del ADN afecta a los factores de empalme al alterar su modificación, localización, expresión y actividad postraduccionales. Además, el daño del ADN a menudo interrumpe el empalme al interferir con su acoplamiento a la transcripción. El daño del ADN también tiene un impacto en el empalme y el empalme alternativo de genes íntimamente asociados con la reparación del ADN. Por ejemplo, los daños en el ADN modulan el ayuste alternativo de los genes de reparación del ADN Brca1 y Ercc1.

## Manipulación experimental de empalme
Los procesos de ayuste se pueden alterar experimentalmente mediante la unión de oligos antisentido de bloqueo estérico como morfolinos o ácidos nucleicos peptídicos a los sitios de unión de snRNP, al nucleótido ramificado que cierra el lazo, Teoría de genes divididos o sitios de unión de elementos reguladores de empalme.

## Errores en el empalme y variación
Las mutaciones pueden afectar a los sitios de ayuste, lo que puede influir sobre la síntesis proteica de distintas formas:
Se ha sugerido que un tercio de todas las mutaciones que causan enfermedades repercuten en el empalme. Los errores comunes incluyen:
- Pérdida del sitio de empalme: puede originar la aparición prematura de un codón de stop, la pérdida de un exón o la inclusión de un intrón.
- Reducir la especificidad: puede variar la localización del sitio de empalme, lo que origina la inserción o deleción de aminoácidos o la pérdida de la pauta de lectura.
- Transposición del sitio de empalme: origina la inserción o deleción de ARN, lo que origina cadenas de ARN más cortas o largas

Aunque muchos errores de ayuste se protegen mediante un mecanismo de control de calidad celular denominado desintegración del ARNm mediada por sinsentidos (NMD), también existen varias enfermedades relacionadas con el empalme, como se sugirió anteriormente.
Es probable que las diferencias alélicas en el empalme del ARNm sean una fuente común e importante de diversidad fenotípica a nivel molecular, además de su contribución a la susceptibilidad a enfermedades genéticas. De hecho, los estudios de todo el genoma en humanos han identificado una variedad de genes que están sujetos a empalmes específicos de alelos.
En las plantas, la variación de la tolerancia al estrés por inundaciones se correlacionó con el empalme alternativo inducido por el estrés de las transcripciones asociadas con la gluconeogénesis y otros procesos.

## Empalme de proteínas
Además del ARN, las proteínas pueden sufrir un empalme. Aunque los mecanismos biomoleculares son diferentes, el principio es el mismo: se eliminan partes de la proteína, llamadas inteínas en lugar de intrones. Las partes restantes, llamadas exteínas en lugar de exones, se fusionan. Se ha observado el ayuste de proteínas en una amplia gama de organismos, incluidas bacterias, arqueas, plantas, levaduras y seres humanos.